# Caspar Heinrich Jucho
Caspar Heinrich Jucho  (* 2. März 1843 in Dortmund; † 1. Februar 1906 ebenda) war ein deutscher Ingenieur und Unternehmer.

## Leben
Caspar Heinrich Jucho war der Sohn eines Dortmunder Bäckermeisters und Gastwirts. Er absolvierte eine anderthalbjährige Lehre in den Werkstätten der Köln-Mindener Eisenbahn-Gesellschaft und belegte dann technische Studiengänge, die ihn zunächst an die Provinzialgewerbeschule Hagen und von 1862 bis 1865 an das Königliche Gewerbeinstitut Berlin führten. 1866 begann er als Ingenieur bei dem Dortmunder Unternehmen Carl Ruetz & Co., 1869 war er bei der Dortmunder Hütte beschäftigt. Bei deren Übergang auf die Union, AG für Bergbau, Eisen- und Stahl-Industrie im Jahr 1872 wurde Jucho Assistent des Betriebschefs für Maschinen- und Brückenbau. Im selben Jahr wurde er Technischer Direktor der Dortmunder Brückenbau-AG, die er 1877 übernahm und unter der Firma C.H. Jucho weiterführte. Neben Brücken entstanden dort nach Entwürfen von Jucho auch Bahnhofshallen und Eisenkonstruktionen für den Bergbau. Im Jahr seines Todes beschäftigte das Unternehmen 450 Arbeiter und 80 Angestellte.
Caspar Heinrich Jucho war Mitglied der Deutschen Fortschrittspartei. Er gehörte der Dortmunder Stadtverordnetenversammlung an und war später unbesoldeter Stadtrat. Bei der Reichstagswahl 1898 unterlag er Alexander Hilbck von der Nationalliberalen Partei.
1870 wurde Caspar Heinrich Jucho Mitglied des Vereins Deutscher Ingenieure (VDI) und des Westfälischen Bezirksvereins des VDI. Zeitweise hatte er den Vorsitz des Bezirksvereins inne. Er war Mitbegründer des Dortmunder Dampfkesselüberwachungsvereins.
Caspar Heinrich Jucho war seit 1874 mit Johanna geborene Wenker verheiratet. Mit ihr zusammen hatte er zwei Söhne und zwei Töchter. Sein Sohn Heinrich übernahm nach seinem Tod die Unternehmensleitung. Der Ingenieur und Unternehmer Ernst Brandi war sein Schwiegersohn. Das mit Skulpturen des Bildhauers Clemens Buscher gestaltete Grabmal von Caspar Heinrich Jucho und seiner Familie befindet sich auf dem Ostenfriedhof Dortmund.